# Salammbô (Reyer)
Salammbô és una òpera en cinc actes amb música d'Ernest Reyer i llibret en francès de Camille du Locle, basat en la novel·la Salambó de Gustave Flaubert (1862). Es va estrenar en el Théâtre de la Monnaie a Brussel·les el 10 de febrer de 1890. És una òpera rarament representada. Es va fer a l'Òpera de París el 1943, i la més recent a Marsella el 27 de setembre de 2008, en commemoració del 100è aniversari de la mort de Reyer.

## Personatges
| Personatge                                   | Tessitura    | Repartiment de l'estrena |
| -------------------------------------------- | ------------ | ------------------------ |
| Hamilcar, líder cartaginès                   | baríton      | Maurice Renaud           |
| Salammbô, una sacerdotessa, filla de Amílcar | soprano      | Rose Caron               |
| Taanach, criada de Salammbo                  | mezzosoprano |                          |
| Shahabarim, summe sacerdot de Tanit          | tenor        | Edmond Vergnet           |
| Narr'Havas, rei de Numidia                   | baix         | Sentein                  |
| Giscon, general cartaginès                   | baix         | Peeters                  |
| Mathô, cap mercenari libio                   | tenor        | Henri Sellier            |
| Spendius, esclau grec                        | baríton      | Max Bouvet               |
| Autharite, mercenari gal                     | baix         | Challet                  |